# Molophilus (Molophilus) nigrescens
Molophilus (Molophilus) nigrescens is een tweevleugelige uit de familie steltmuggen (Limoniidae). De soort komt voor in het Palearctisch gebied.